# Jo Briant
Pour les articles homonymes, voir Briant.
Joseph Briant dit Jo Briant, né le 3 juillet 1936 à Angers, est un professeur, militant associatif et écrivain français résidant à Grenoble, quartier de la Villeneuve,,. 
Il est le frère de Pierre Briant, historien de l'Antiquité.

## Biographie

### Professeur
Étudiant en philosophie d'abord à Paris puis à Grenoble où il arrive en 1958, il devient, dès l'indépendance de l'Algérie, professeur coopérant de philosophie à Constantine. Après avoir enseigné au lycée climatique de Villard-de-Lans de 1966 à 1969, il est professeur de philosophie au lycée Louise Michel de Grenoble de 1969 jusqu'à sa retraite.
En 2011, il est membre et rapporteur d'un jury de thèse de doctorat en sociologie soutenue à l'université Montpellier 3,.

### Militant associatif
En novembre 2012, Manuel Pavard, du journal 20 Minutes esquisse ainsi son portrait : « À 76 ans, Jo Briant reste ce militant infatigable et emblématique de tous les combats, de la Villeneuve, où il vit depuis 1972, et du monde entier, qu'il ne cesse de parcourir ».
Sur Mediapart, en mai 2019, François Bernheim décrit comment Jo Briant a conçu son militantisme (« agir ici et là-bas ») : « Ceux qui, il y a quelques dizaines d’années, ont fui l’air confiné de la province y reviennent aujourd’hui, en jurant qu’en dehors de l’enracinement local il n’y a point de salut. Grenoble semble échapper à cette dichotomie.
La trajectoire d’un homme comme Jo Briant, militant de toujours, habitant la Villeneuve en donne un vibrant exemple. Une phrase peut résumer sa démarche « agir ici et là-bas ». Membre actif de plusieurs organisations de gauche, Jo Briant estime que ce qui se passe ici s’inscrit dans un contexte mondial dominé par la logique capitaliste. À l’appui des actions menées il fonde en 1980, le CIIP, le Centre d’information inter-peuples, Ce centre de documentation, ouvert à tous, travaille dans une logique transversale permettant de mettre en perspective les problématiques abordées. C’est le même système qui exclut ici et là-bas. Il s’agit de faire connaitre les cultures des peuples en lutte pour leur liberté et de développer des solidarités conséquentes. Voilà pourquoi on ne peut séparer une implantation très concrète dans son quartier, dans sa ville et dans le monde. »
Après un passage au PSU, il s'oriente donc vers le militantisme associatif, dans lequel il s'engagera pour les causes suivantes. 

#### Champ d'action français
- Lutte du Larzac ;
- Politique de la ville : droit au logement, mal-logement, question des « quartiers »

En juillet 2015, Le Figaro rapporte qu'il veille à ce que l'évacuation d'un bidonville de Grenoble ne se fasse pas sans relogement des personnes :
- défense des migrants et en particulier des « sans-papiers » ;
- combat contre l'extrême-droite ;
- question du nucléaire civil et militaire.

En parallèle, il fonde en 1980 avec Marie-Thérèse Lloret le « Centre d'Information Inter-Peuples (C.I.I.P.) », qui se présente ainsi : « Association de solidarité internationale, le C.I.I.P. est à la fois un centre de documentation consacré à cette solidarité et un carrefour des organisations agissant pour le respect des droits humains, des droits des peuples et des minorités ; et pour des relations internationales basées sur la paix, l’égalité entre les peuples, le développement durable et le « bien vivre » pour tous. »
Celui-ci ayant dû se dissoudre début 2020 du fait des pratiques commerciales douteuses d'une société de location, la Maison de l’international, au Jardin de ville de Grenoble, a invité le 29 septembre 2020 à commémorer ses 40 années d'existence, en présence de nombreux militants de la solidarité internationale, accueillis par un adjoint au maire de Grenoble. À cette occasion Jo Briant a retracé l'œuvre du C.I.I.P. de 1980 à 2020.
Jo Briant est par ailleurs l'un des piliers militants de la section locale iséroise de l'association Les Alternatifs, défendant les valeurs « de solidarité, d'écologie, de féminisme et d'autogestion ». À ce titre, il a publié de nombreux articles dans la revue mensuelle Les Alternatifs.
Il est candidat aux élections cantonales de 1992 dans l'Isère, dans le canton de Grenoble-6 sous l'étiquette « extrême gauche », et obtient 17,21 % des voix au 1er tour.
Aux élections municipales de 2014, il se présente à Grenoble sur la liste d'Éric Piolle (Europe Écologie Les Verts) qui est élu maire.

#### Champ d'action international
- Lutte contre l'apartheid :
  - contre le colonialisme ;
  - contre la Françafrique ;
  - contre les dictatures sud-américaines.
- Défense des minorités ethniques (Guaranis, Mapuches…) : le 20 mai 2003, aux côtés de Robert Badinter, Régis Debray, Miguel Ángel Estrella, Laurent Fabius, Costa Gavras, François Hollande, Jack Lang, Danielle Mitterrand, Edgar Morin, Ségolène Royal, Jean Ziegler, il fait partie de la liste des 148 « personnalités soutenant l'appel des amitiés franco-chiliennes et de Carmen Castillo en faveur des dirigeants Mapuches emprisonnés » qui signent la pétition adressée à Ricardo Lagos président de la république du Chili[14].
- Cause palestinienne.
- Indépendance du Cabinda, de Timor.
- Émancipation de l'Europe de l'est.
- Printemps arabe.
- Luttes féministes.
- Altermondialisme.
- réchauffement climatique.

## Œuvres
Ce sont surtout les causes de portée internationale qui inspirent son œuvre littéraire.
- Chili au quotidien, 1987, écrit après un séjour sous le régime de Pinochet, préfacé par Jean Ziegler, homme politique suisse, futur vice-président du comité consultatif du Conseil des droits de l'homme des Nations unies, illustré par José Venturelli, et dédié à la mémoire de Georges Casalis[15].

Jean Ziegler présente ainsi Jo Briant dans sa préface : « Le soir même où j'écris ces lignes (20 janvier 1987), j'apprends la mort à Managua de Georges Casalis, ancien président de la Fédération protestante de France, […] fondateur de la CIMADE, […] chrétien révolutionnaire. Casalis […] a voué une bonne partie de sa vie à organiser la solidarité transcontinentale avec ceux qui […] luttent pour une liberté qui est indivisible pour tous. Jo Briant est de la race des Casalis. À Grenoble il anime avec ses camarades le Centre d'Information Inter-peuples. […] Qui en fait partie ? Tous les hommes, toutes les femmes de tous les continents qui luttent pour un monde plus digne, plus humain, plus libre. Un monde d'où les Pinochets seront bannis. »
- Ces Indiens qui veulent vivre : Guaranis du Paraguay, Aymaras et Mapuches du Chili, 1992[17].
- Paroles d'un voyageur solidaire : Afrique du Sud, Argentine, Brésil, Chili, Israël, Maroc, Nicaragua, Palestine, Sénégal, Amérindiens, 1999, préfacé par Jean Ziegler[18].
- Mes luttes, nos luttes : pour un monde meilleur, sans malnutrition, sans guerres, sans exclusions, sans pollutions, 2007[19].

Le Monde diplomatique dans son édition de mars 2008 en donne une critique élogieuse : « L’ouvrage de Jo Briant se veut un condensé de « mémoires militantes » pour la « reconstitution et restitution de cinquante années de lutte […] contre la guerre d’Algérie, l’apartheid en Afrique du Sud, les dictatures argentines et du Chili. » Le lecteur découvre le parcours d’un homme d’action infatigable. Pour l’ancien professeur de philosophie, « nous ne pouvons rêver et construire un nouveau monde sans une mémoire et une analyse lucides du passé » […] ».
- Abécédaire pour le temps présent, 2012, préface de Gustave Massiah, personnalité du mouvement altermondialiste[21].

Un résumé et une critique de cet ouvrage paraissent dans le journal 20 Minutes du 7 novembre 2012 : « Les 73 entrées mêlent thèmes de la vie quotidienne et choses plus politiques : philosophie (mort, bonheur, danse), peuples et pays (Chili, Brésil, Afrique du Sud, Algérie), penseurs et militants (Sartre, Socrate, Louise Michel), idées et courants (altermondialisme, décroissance)… ».
- Y'en a marre ! : résistances et alternatives là-bas et ici, 2015[22]. Un de ses 3 ouvrages que Jo Briant considère comme les plus « aboutis »[8].
- Un monde solidaire et durable est-il encore possible ?, 2017[23].

Le site de « ritimo » en donne un résumé en ligne.
Il est aussi publié dans certains périodiques :
- Inter-peuples est le journal mensuel du « Centre d'Information Inter-Peuples (C.I.I.P.) », en édition papier à partir de 1989, puis mis en ligne dès 2012[25] ;

À la suite des « évènements » de Grenoble de l'été 2010, le journal Libération l'accueille dans sa tribune du 20 juillet 2010,.

## Hommages
- Le 2 janvier 2013 France 3 Alpes consacre 2 min de son journal du soir à Jo Briant[28].
- En novembre 2013, dans le cadre de la « Semaine de la solidarité internationale » devenue en 2017 le Festival des Solidarités, son portrait par Reza est exposé, en gros, devant l’Hôtel de ville de Paris, dans la catégorie « droits civils et politiques/France 2013 »[29],[30].
- Son omniprésence dans le monde militant grenoblois lui valut dans la presse divers qualificatifs : « homme d'action infatigable », « le militant de la solidarité internationale », « l'éternel insoumis »[2], « le manifestant grenoblois »[3].